# Albert Mohr (Skilangläufer)
Albert Mohr (* 2. Juli 1929 in Bad Hindelang; † 15. Juni 2005 in Esslingen am Neckar) war ein deutscher Skilangläufer.

## Werdegang
Albert Mohr aus dem Oberallgäu begann seine sportliche Karriere zunächst in der Disziplin Ski Alpin. Ihm gelang es, 1947 den Streckenrekord bei der Iseler Abfahrt aufzustellen, wofür er mit der goldenen Tanne geehrt wurde.
Später trat Mohr bei Wettkämpfen als Langläufer an und gewann die Deutschen Nordischen Skimeisterschaften 1951 in Neustadt über die 18-Kilometer-Distanz sowie in der Staffel. 1952 nahm er an den VI. Olympischen Winterspielen in Oslo teil und erzielte mit der Staffel den 7. Platz und den 65. Platz über die 18-Kilometer-Distanz. 1953 wurde Albert Mohr erneut Deutscher Meister auf der 18-Kilometer-Distanz und beendete im Anschluss seine Karriere als Skifahrer.